# ロートスの木

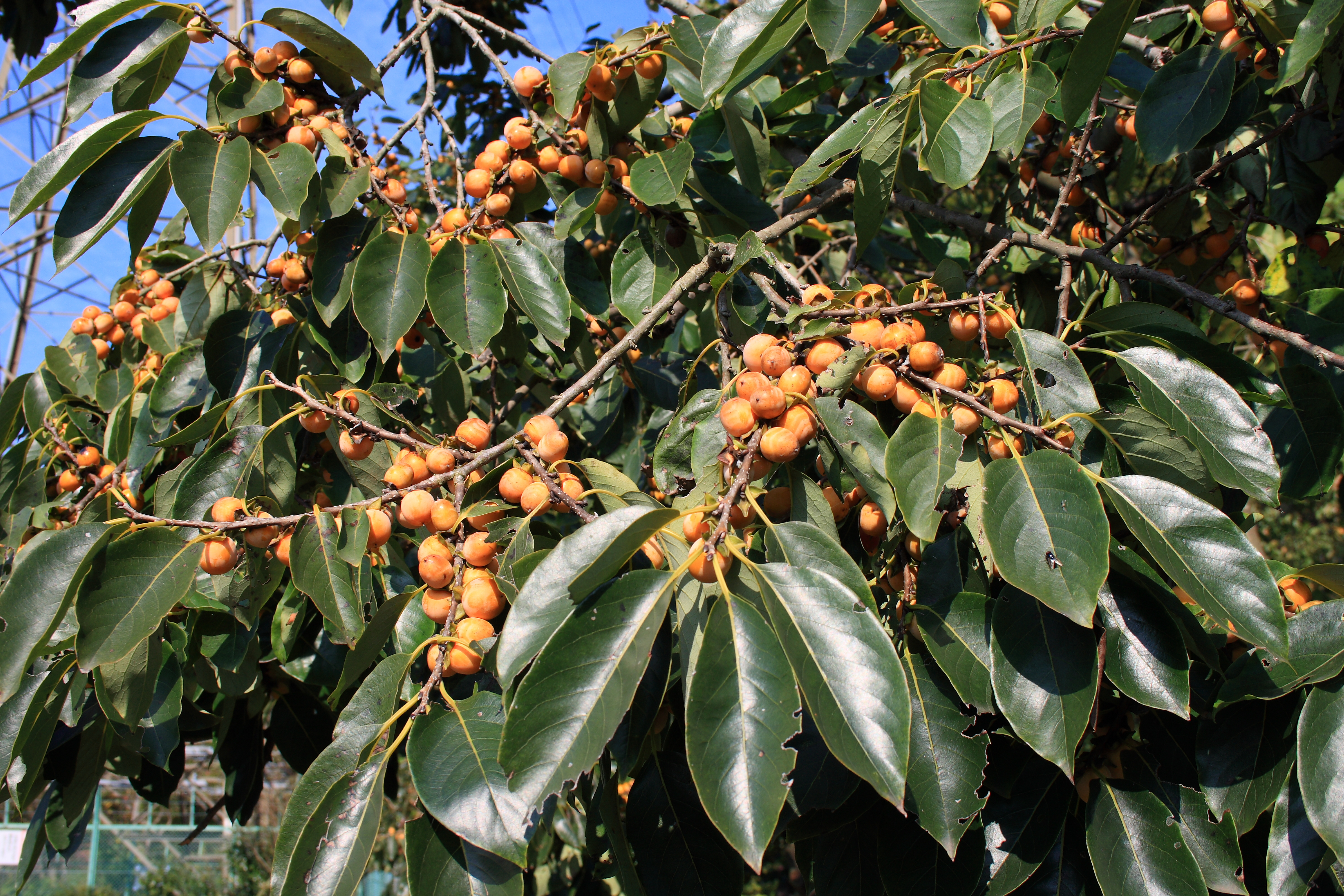
マメガキ

ロートスの木（古希: λωτός, 英: Lotus tree）は、ギリシア神話の2つの話に登場する植物である。ホメーロスの叙事詩『オデュッセイア』では、心地よい眠りに誘う実をつける木で、ロートパゴス族と呼ばれる島民の唯一の食物として描かれている。彼らがロートスの実を食べると、彼らは友人や家のことも忘れ、故郷の土地に戻って安逸な生活を送るという願望も失ってしまったという。この植物の候補としては、アジア原産の落葉樹で、約25フィートの高さまで成長し黄緑色の花を咲かせるマメガキや北アフリカとガベス湾の島が原産で、ナツメに似た実をつけるZiziphus lotusであるとも言われている。
オウィディウスの『変身物語』では、ニュンペーのロティスは、海と水の神ネプトゥーヌスの美しい娘である。プリアーポスの暴力的な求愛から逃れるため、彼女は神の助けを求め、神は、彼女をロートスの木に変えることでその祈りに答えたとされる。
ロートスの木は『旧約聖書』「ヨブ記」の40:21-22でも、ベヒモスと呼ばれる巨大な生物について書かれた詩の中で言及されている。